# 책마루도서관
책마루도서관은 경기도 부천시 소재의 아동도서 특화 시립 도서관이다. 지하 1층•지상 4층으로 이루어져 있다.

## 연혁
- 2007년 2월 5일 개관.

## 이용 안내
이용 시간
- 평일 09:00~18:00
- 토/일요일 09:00~17:00

휴관일
- 매주 월요일
- 일요일을 제외한 법정공휴일(단 국경일이 일요일인 경우 휴관)